# Републикански път III-3704
Републикански път IIІ-3704 е третокласен път, част от Републиканската пътна мрежа на България, преминаващ по територията на Пазарджишка и Софийска област. Дължината му е 36,7 km.
Пътят се отклонява надясно при 129,9 km на Републикански път II-37 в северозападната част на град Пазарджик и се насочва на северозапад през Горнотракийската низина. Пресича река Тополница, минава през центровете на село Бошуля и град Ветрен и продължава на северозапад през югоизточните части на средногорския рид Еледжик. Навлиза в Софийска област и след 1,2 km достига до 55,9 km на автомагистрала „Тракия“. В последните си 12 km пътят е неподдържан и на практика неизползваем поради липсата на официална връзка с  магистралата.
| Пътища, отклоняващи се надясно (населено място, № на пътя, посока на пътя) | km   | Пътища, отклоняващи се наляво (посока на пътя, № на пътя, населено място) |
| -------------------------------------------------------------------------- | ---- | ------------------------------------------------------------------------- |
| Община Пазарджик, Област Пазарджик, II-37, 129,9 km, гр. Пазарджик →       | 0,0  | → гр. Пазарджик, 129,9 km, II-37, Област Пазарджик, Община Пазарджик      |
| (за с. Юнаците) общински път ←                                             | 5    |                                                                           |
| (за с. Величково) общински път ←                                           | 10,2 |                                                                           |
| Община Септември                                                           | 10,9 | Община Септември                                                          |
| с. Бошуля                                                                  | 12,9 | → с. Бошуля, общински път (за с. Злокучене)                               |
| (за с. Карабунар) общински път, с. Бошуля ←                                | 13,3 | с. Бошуля                                                                 |
| (до 24,7 km на III-803) III-8402, 13,1 km ←                                | 13,7 | ← 13,1 km, III-8402 (от с. Варвара)                                       |
|                                                                            | 21,1 | → общински път (за гр. Септември)                                         |
|                                                                            | 22,7 | → общински път (за с. Аканджиево)                                         |
| (за с. Славовица) общински път, гр. Ветрен ←                               | 24,7 | гр. Ветрен                                                                |
| (за с. Долно Вършило) общински път ←                                       | 33   |                                                                           |
| Община Костенец, Софийска област                                           | 35,5 | Софийска област, Община Костенец                                          |
| автомагистрaлa „Тракия“, 55,9 km ←                                         | 36,7 | ← 55,9 km, автомагистрaлa „Тракия“                                        |